# Sayaka Osakabe

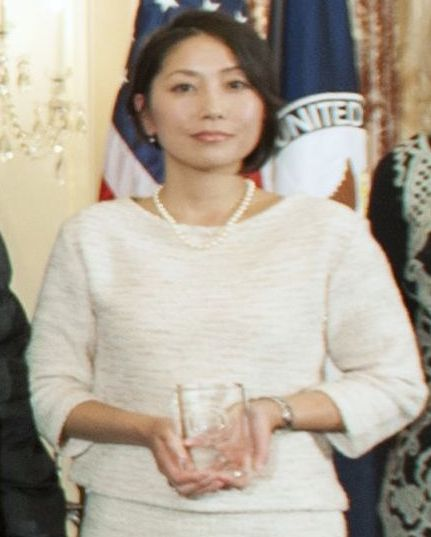
Sayaka Osakabe (2015)

Sayaka Osakabe (japanisch 小酒部 さやか; * 29. Mai 1978) ist eine japanische Frauenrechtlerin. Mit ihrer Organisation Matahara Net hilft sie Frauen, die vom Arbeitgeber diskriminiert werden. Eine von dieser Organisation unterstützte Frau klagte 2014 bis zum Obersten Gerichtshof Japans, der in einem richtungsweisenden Urteil beschied, dass die Diskriminierung von (werdenden) Müttern im Arbeitsumfeld (Matahara bzw. マタハラ, von maternal harassment) illegal ist. Für ihre Unterstützung betroffener Frauen erhielt sie 2015 den International Women of Courage Award, der vom Außenministerium der USA vergeben wird.

## Leben und Wirken
Sayaka Osakabe wurde 1978 in Japan geboren. Sie arbeitete bis zu ihrer zweiten Schwangerschaft als Redakteurin einer Zeitschrift. Nachdem die erste Schwangerschaft mit einer Fehlgeburt geendet hatte, bat sie den Arbeitgeber, ihre Arbeitszeit zu reduzieren. Ihr Arbeitgeber verlangte von ihr, die zweite Schwangerschaft zwei bis drei Jahre nach hinten zu verlegen und sich auf ihre Arbeit zu konzentrieren. Während sie die Schwangerschaft in Bettruhe verbrachte, wurde sie von ihrem Vorgesetzten besucht. Dieser ermunterte sie, zu kündigen, da ihre Abwesenheit „Probleme bereite“.
Sie kehrte zu ihrem Arbeitsplatz zurück, erlitt allerdings in Folge eine weitere Fehlgeburt. Nach ihrer Erholungszeit fragte ihr Vorgesetzter, ob sie schon wieder menstruiere und ob sie mit ihrem Mann „Kinder zeugen“ wieder angefangen habe. Sie kündigte und zog vor das Arbeitsgericht.
2014 gewann sie diese Klage und gründete die Nonprofit-Organisation Matahara Net, welche gegen die verbreitete Diskriminierung von berufstätigen (werdenden) Müttern kämpft. Mit Matahara Net hat sie unter anderem 7000 Unterschriften gesammelt, um das japanische Mutterschutzgesetz zu ändern.
Osakabe arbeitet mit Matahara Net weiter daran, die Gleichberechtigung von Frauen zu erreichen. Ihr Ziel ist es, die Gesetzgebung und öffentliche Wahrnehmung dahingehend zu verändern, dass alle Frauen statt nur eine privilegierte Elite gleiche Arbeitsbedingungen erreichen.